# Évêque de Dunblane

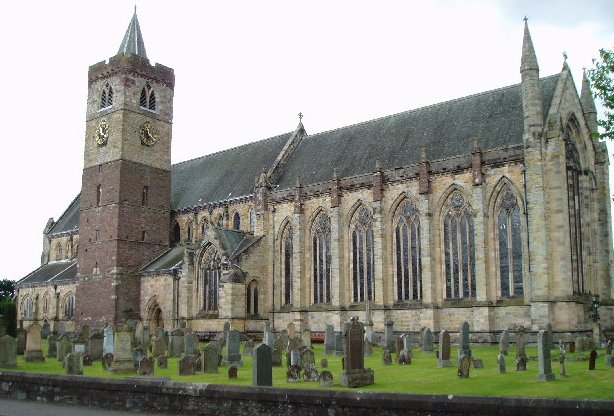
Cathédrale de Dunblane.

L'évêque de Dunblane ou évêque de Strathearn est le chef ecclésiastique du diocèse de Dunblane/Strathearn, un des 13 évêchés médiévaux d'Écosse. Son siège est basé à la cathédrale de Dunblane, maintenant église paroissiale. L'évêché lui-même dérive certainement d'une ancienne communauté chrétienne gaélique.
Le lien de cet évêché avec Rome cesse d'exister après la réforme écossaise. Il est toutefois restauré après une abolition temporaire entre 1638 et 1661 sous l'épiscopat de l'Église d'Écosse, avant de disparaître définitivement en 1689.

## Liste des évêques de Dunblane
| Dates                   | Évêque                 | Notes |
| ----------------------- | ---------------------- | --- |
| fl. 1155                | M.                     | |
| 1155 x 1161-1165 x 1178 | Laurent                | |
| 1168 x 1178–1194 x 1198 | Simon                  | |
| 1195 x 1198-1210        | Jonathan               | |
| 1210 x 1214–1220 x 1225 | Abraham                | |
| 1223 x 1225-1226        | Radulf                 | Élu seulement. |
| 1226 x 1227-1231        | Osbert                 | |
| 1233-1258               | Clément                | |
| 1258 x 1259-1284        | Robert de Prebenda     | |
| 1284-1291 x 1296        | William                | |
| 1295 x 1296-1300 x 1301 | Alpín                  | |
| 1301-1306 x 1307        | Nicholas               | Nicholas fut auparavant abbé de Arbroath. |
| 1307-1319 x 1320        | Nicholas de Balmyle    | |
| 1295 x 1296-1300 x 1301 | Richard de Pontefract  | Nommé par Édouard Ier d'Angleterre sans l'accord de la papauté qui invalide cette nomination. |
| 1319 x 1322             | Roger de Balnebrich    | Le chapitre de la cathédrale est divisé à propos du successeur de Nicoles de Balmyle ; un long litige entre Roger et Maurice, abbé de Inchaffray, débute alors et se termine par la consécration de Maurice. |
| 1319 x 1322-1347        | Maurice                | Auparavant abbé de Inchaffray. |
| 1347-1361               | William de Cambuslang  | |
| 1361-1371 x 1372        | Walter de Coventry     | |
| 1372-1373               | Andrew Magnus          | |
| 1380-1403               | Dúghall de Lorne       | |
| 1403-1419               | Fionnlagh MacCailein   | |
| 1419-1428 x 1429        | William Stephani       | Auparavant évêque des Orcades. |
| 1429-1446               | Michael Ochiltree      | |
| 1446 x 1447             | Walter Stewart         | Élu, mais non consacré. |
| 1447-1466               | Robert Lauder          | |
| 1466-1485 x 1487        | John Herspolz          | |
| x 1467                  | John Spalding          | |
| 1487-1526               | James Chisholm         | Il démissionne de son titre mais garde ses avantages, et se garde le droit de revenir à la tête de l'évêché. Il meurt en 1545 ou 1546.                                                                       |
| 1526-1564               | William Chisholm (I.)  | |
| 1564-1569               | William Chisholm (II.) | retiré de ses fonctions 1569, il est réhabilité en tant qu'évêque entre le 18 mai 1587 et le 27 mai 1589. |
| 1573 x 1575-1603        | Andrew Graham          | |
| 1603-1615               | George Graham          | Devient plus tard évêque des Orcades. |
| 1615-1635               | Adam Bellenden         | Devient ensuite évêque d'Aberdeen. |
| 1636-1638               | James Wedderburn       | Le 13 décembre 1638, la papauté relève tous les évêques écossais de leurs fonctions à la suite de la réforme.                                                                                                |
| 1661-1671               | Robert Leighton        | Devient Archevêque de Glasgow en octobre 1671. |
| 1673-1684               | James Ramsay           | Devient ensuite évêque de Ross en avril 1684. |
| 1684-1689               | Robert Douglas         | Se voit retirer son évêché quand celui-ci est aboli à la suite de la Glorieuse Révolution. |